# KGHM Dialog Polish Indoors 2002
Il KGHM Dialog Polish Indoors 2002 è stato un torneo di tennis facente parte della categoria ATP Challenger Series nell'ambito dell'ATP Challenger Series 2002. Il torneo si è giocato a Breslavia in Polonia dal 4 al 10 febbraio 2002 su campi in cemento indoor.

## Vincitori

### Singolare
Davide Sanguinetti ha battuto in finale  Antony Dupuis con il punteggio di 6–3, 6–2

### Doppio
Ben Ellwood /  Stephen Huss hanno battuto in finale  Aleksandar Kitinov /  Johan Landsberg con il punteggio di 6(3)–7, 7–5, 7–6(6)